# E-Notícies
E-Notícies és un diari digital fundat l'any 2000 pel periodista Xavier Rius i l'empresari Eloi Martín. Xavier Rius va exercir de director del mitjà des de la seva creació fins al 2023. El seu director actual és el periodista Arnau Borràs i el seu accionista majoritari és Carles Borja.
El diari amb seu a Barcelona, va néixer l'any 2000 de la mà del periodista Xavier Rius i l'empresari Eloi Martín, que exerciria com a conseller delegat del mitjà. Després del pas de Rius per diversos diaris com El Mundo o La Vanguardia, van decidir crear un mitjà digital en català editat des de Barcelona i allunyat de les tesis independentistes que eren majoritàries als diaris digitals de Catalunya. Començà amb una línia editorial propera al constitucionalisme amb una versió en català i una altra en castellà, però més tard amb la direcció d'Arnau Borràs apostà per promocionar continguts d'ultradreta, tendència ideològica que es feu més evident encara quan l'any 2024 es presentà el pòdcast anomenat La Catalunya Woke en el qual s'assenyala personatges públics a qui es titlla de formar part de la cultura woke o d'esquerres.
L'octubre de 2023, Xavier Rius anuncià que abandonava e-notícies i el diari passava a ser subcontractat i en procés de liquidació. Així, des de llavors el diari comptaria amb una nova propietat, Àlvar Thomàs el qual va invertir per adquirir la majoria d'accions de l'empresa i les va cedir al seu cosí, Carles Borja Pellicer, representant en aquells moments de CiU al Consell General de l’Institut Municipal d’Acció Cultural i als consells d’administració de Reus Transport Públic S.A. i de Reus Mobilitat i Serveis S.A, en una operació que va convertir a aquest últim en accionista majoritari. El periodista Guillem Bargalló Palau, fill de l'exconseller Josep Bargalló i de l'exdiputada Montserrat Palau, qui en aquells moments dirigia TQCORP MEDIA juntament amb el CEO de la mateixa empresa Àlvar Thomàs, analitzà la situació del diari i va emprendre'n una renovació tecnològica de la plataforma web. El periodista Arnau Borràs assumiria la direcció del diari, després d'haver passat per ser el responsable de l'impuls a les xarxes de Catalunya Diari i la web de premsa rosa España Diario. Tant Guillem Bargalló com Carles Borja i Arnau Borràs serien els responsables i presentadors del pòdcast La Catalunya Woke.

## Crítiques
El diari no ha estat exempt de crítiques. El 2015 va ser condemnat a pagar 20.000 euros al periodista Carlos Quílez per intromissió del dret a la intimitat. Anys abans havien sortit comptes falsos com E-bruticies on denunciaven que el seu periodisme era sensacionalista.